# 阿纳普 (埃纳省)
阿纳普（法語：Hannapes，法語發音：[anap]）是法国上法蘭西大區埃纳省的一个市镇，属于韦尔万区。

## 地理
阿纳普（49°58'20"N, 3°37'31"E）面积9.16 平方千米，位于法国上法蘭西大區埃纳省，该省份为法国北部内陆省份，北起北部省，西接索姆省和瓦兹省，东临阿登省和马恩省，西南至塞纳-马恩省，东北部与比利时接壤。
与阿纳普接壤的市镇（或旧市镇、城区）包括：伊龙、莱基耶勒圣日耳曼、蒂皮尼、韦内罗勒。

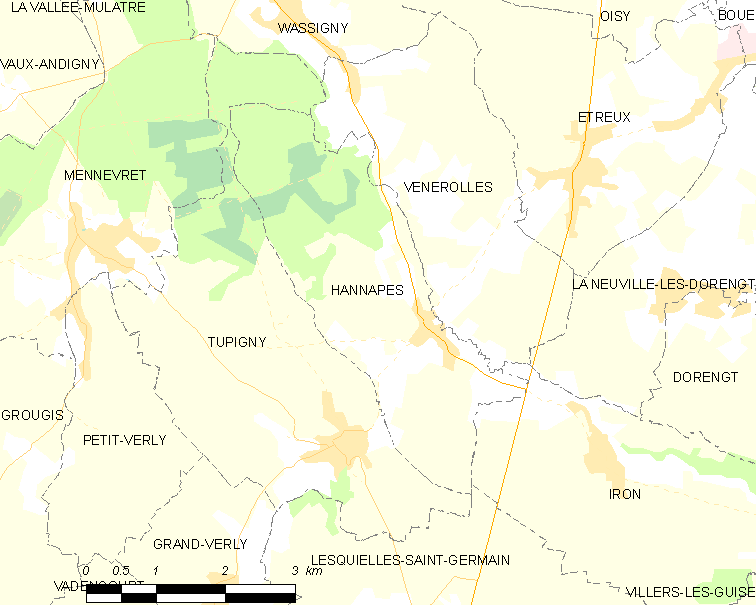
的OSM定位图

阿纳普的时区为UTC+01:00、UTC+02:00（夏令时）。

## 行政
阿纳普的邮政编码为02510，INSEE市镇编码为02366。

## 政治
阿纳普所属的省级选区为吉斯县。

## 人口

1962-2008年间人口变化图示

阿纳普于2022年1月1日时的人口数量为327人。